# Лазушин, Александр Валерьевич
Алекса́ндр Вале́рьевич Лазу́шин (род. 9 апреля 1988, Ярославль) — российский хоккеист, вратарь клуба «Куньлунь Ред Стар» из КХЛ.

## Карьера
Изначально занимался бадминтоном, вслед за старшими братьями начал обучаться хоккею в 1995 году в школе ярославского «Локомотива». Сначала выступал на позиции защитника, после чего был переведён во вратари. С 2005 по 2007 год выступал за «Локомотив-2» в Первой лиге. Не захотев оставаться третьим вратарём в «Локомотиве», перешёл в «Южный Урал» из Высшей лиги, за который играл 2007—2010 годах.
В конце сезона 2009/10 отозван в играющий в Континентальной хоккейной лиги (КХЛ) «Локомотив», в составе которого в том сезоне выходил на лёд в 4 играх и пропустил 1 шайбу. 14 декабря 2010 года в результате обмена на Александра Вьюхина стал игроком новокузнецкого «Металлурга». «Металлург» не попал в плей-офф и Лазушин в конце сезона играл за его аффилированный клуб — ангарский «Ермак», выступающий в ВХЛ. В сезоне 2011/12 основным вратарём новокузнецкого клуба был Теему Лассила, но Александр регулярно принимал участие в послематчевых буллитных сериях. В декабре 2011 года его пригласили во вторую сборную России для участия в контрольном матче в Германии. В следующем сезоне Лазушин стал основным вратарём «Металлурга», который испытывал по ходу чемпионата финансовые трудности. Уровень игры, демонстрируемый Александром, привлёк внимание ведущих клубов КХЛ. 31 января 2013 года вратарь был обменян в московское «Динамо» на денежную компенсацию.
Дебютировал за московский клуб только в сезоне 2013/14. Основным вратарём «Динамо» являлся Александр Ерёменко, и для получения игровой практики Лазушина отправляли в фарм-клуб в ВХЛ — балашихинское «Динамо». Сезон 2014/15 для Александра лучшим в карьере: он сыграл в 21-м матче, процент отражённых бросков по итогам которых составим 94,6 — лучший показатель того сезона в лиге. Он провёл весь розыгрыш плей-офф в качестве стартового вратаря. Последующие два сезона в «Динамо» Лазушин поочередно выходил в стартовом составе вместе с Ерёменко. В июне 2018 года он покинул «Динамо», подписав контракт с «Ладой».
В «Ладе» продолжил демонстрировать высокий уровень игры, но тольяттинцы так и не смогли выйти в плей-офф. 7 июня контракт с вратарём, находившимся в статусе неограниченно свободного (НСА), подписал «Куньлунь Ред Стар». В сезоне 2018/19 Александр провёл рекордное для себя количество матчей в регулярном чемпионате КХЛ — 39. 16 мая 2019 года он вернулся в ярославский «Локомотив», подписав соглашение с клубом на 2 года. В сезоне 2019/20 Александр отражал 92,7 % бросков при коэффициенте надёжности — 2,07. В межсезонье новым главным тренером «Локомотива» был назначен Андрей Скабелка, который пригласил из своей бывшей команды, «Барыса», Эдди Паскуале. В августе 2020 года ярославский клуб расторг контракт с Лазушиным. Александр отправился на просмотр в «Куньлунь Ред Стар», по итогам подписал полноценный контракт до конца сезона 2020/21. 23 октября 2020 года подписал контракт с рижским «Динамо». Менее чем через месяц Лазушин покинул латвийский клуб, сыграв за него в четырёх матчах. В феврале 2021 года вратарь подписал контракт с командой «Детва», выступающей в Словацкой экстралиге.

## Достижения
| Год  | Команда       | Достижение                         | Достижение |
| ---- | ------------- | ---------------------------------- | ---------- |
| 2015 | Динамо Москва | Бронзовый призёр чемпионата России |            |

| Год  | Команда       | Достижение                            | Достижение |
| ---- | ------------- | ------------------------------------- | ---------- |
| 2015 | Динамо Москва | Лучший процент отражённых бросков КХЛ |            |